# 麗罕萊灰蝶
麗罕萊灰蝶（學名：Lycaena li），是屬於灰蝶科灰蝶亞科的一種蝴蝶，是灰蝶屬的一種。分佈於中國（雲南、四川）、緬甸、印度錫金邦和不丹。

## 外型
雄蝶翅面深褐色，有藍紫色光澤，兩翅外緣有黑色圓斑，圓斑內側有橙紅色新月形斑帶，前翅頂部此帶消失；尾突橙紅色，兩側有黑邊。前翅腹面橙黃色，後翅橙紅色；前翅亞緣有白色橫線，兩側褐色；中室有3個黑斑，基部的最小；中域上部3個黑斑呈弧形排列，下部3個縱線排列，2a室基部也有1個黑斑。後翅外緣有黑色邊；亞緣灰白色橫帶較寬，內側具黑邊，伸至C2脈折向內緣；由前緣中部至M3脈基部止，由4個長形黑捧連接為1條橫線；rs室基部有彎曲黑棒；由中室端起1條黑色線斜向臀角，達亞臀角向基部折，呈「V」字形；中室內臀域中部也各有1個黑點；全部黑斑均有灰白色邊。

## 腳註
1. ↑  周堯. . 中國: 河南技術出版社. 1992年: 662. ISBN 75349-15740.

## 外部連結
- 维基共享资源上的相關多媒體資源：麗罕萊灰蝶
- 維基物種上的相關：麗罕萊灰蝶
- Lycaena li - Catalogue of Life （英文）
- Lycaena li（页面存档备份，存于） - funet.fi